# Київська старовина
«Київська старовина» — науковий історико-філологічний журнал. У журналі друкуються статті та повідомлення історичної, філологічної (літературознавчої й мовознавчої), етнологічної i загальнокультурної проблематики, пов'язаної з історією Києва i ширше — України.
8 вересня 1999 РОКУ журнал внесений ВАК України до Переліку наукових фахових видань, в яких можуть
публікуватися основні результати дисертаційних робіт.
Зміст журналу розкривається у національній реферативній базі даних «Україніка наукова» та в Українському реферативному журналі «Джерело».
Журнал був заснований у 1882 році. А у 1972 році з ініціативи П. Толочка та М. Брайчевського була спроба відновити журнал. Вийшов один номер, другий набір було розсипано в типографії. У 1992 році за ініціативою академіка НАН України П. П. Толочка видання журналу було оновлено. 
Співзасновники видання:
- Інститут археології НАН України;
- Центр пам'яткознавства НАН України і УТОПІК;
- Київський славістичний університет.

На сторінках журналу друкуються дослідження історичні, лінгвістичні та літературознавчі, археологічні та соціальні. В останні роки збільшилася кількість публікацій славістичного напрямку, що стосуються української історичної та історико-філологічної проблематики.